# مجموعة كونتادورا
كانت مجموعة كونتادورا عبارة عن مبادرة أطلقها في أوائل الثمانينيات وزراء خارجية كولومبيا والمكسيك وبنما وفنزويلا للتعامل مع أزمة أمريكا الوسطى (النزاعات العسكرية في السلفادور ونيكاراغوا وغواتيمالا)، والتي كانت تهدد بزعزعة استقرار المنطقة الأمريكية الوسطى بأكملها.
كان الحافز الأصلي للمبادرة دعوة رئيس الوزراء السويدي أولوف بالمه والفائزين بجائزة نوبل غابرييل غارسيا ماركيز، ألفونسو غارسيا روبليس وألفا ميردال لرؤساء كولومبيا والمكسيك وفنزويلا وبنما للقيام بدور الوساطة في النزاعات.
اجتمعت المجموعة لأول مرة في جزيرة كونتادورا (بنما) في عام 1983. ولفتت المبادرة الانتباه الدولي إلى صراعات أمريكا الوسطى وضغطت من أجل تخفيف الموقف العسكري للولايات المتحدة في المنطقة. وقد حظيت خطة السلام بدعم مجلس الأمن التابع للأمم المتحدة والجمعية العامة والعديد من الهيئات الإقليمية والدولية.
في سبتمبر 1983، بوساطة مجموعة كونتادورا، اعتمد وزراء خارجية دول أمريكا الوسطى وثيقة الأهداف في مدينة بنما. أعلنت هذه الوثيقة عزمها على تعزيز الديمقراطية وإنهاء النزاع المسلح في المنطقة، والعمل بما يتفق مع القانون الدولي، وتنشيط واستعادة التنمية الاقتصادية والتعاون في أمريكا الوسطى، والتفاوض بشأن تحسين الوصول إلى الأسواق الدولية.
وبعد عام، في سبتمبر 1984، تم أيضًا تقديم قانون كونتادورا بشأن السلام والتعاون في أمريكا الوسطى. تضمنت هذه الوثيقة مجموعة من الالتزامات التفصيلية للسلام والديمقراطية والأمن الإقليمي والتعاون الاقتصادي. كما نصت على اللجان الإقليمية لتقييم الامتثال لهذه الالتزامات والتحقق منه.
في العام التالي، اجتمع ممثلون من الأرجنتين والبرازيل وبيرو وأوروغواي في ليما وأنشأوا مجموعة دعم كونتادورا.
تمت الموافقة مؤقتًا على قانون كونتادورا من قبل رؤساء أمريكا الوسطى، لكنه لم يحظ بالدعم الحاسم من الولايات المتحدة بسبب اعترافها الفعلي بحكومة نيكاراغوا. كما لم تكن الولايات المتحدة تدعم الخطة لأنها تحظر العمل الأحادي الجانب من قبل الولايات المتحدة لحماية مصالحها. علاوة على ذلك، نجحت الولايات المتحدة في منع الخطة من أي لجوء إلى المحكمة الدولية والأمم المتحدة كما يقتضي القانون الدولي.
فشلت النسخة المنقحة من الاتفاقية في تهدئة الاعتراضات التي أثيرت، وتم التخلص منها أخيرًا برفضها الرسمي من قبل كوستاريكا والسلفادور وهندوراس في يونيو 1986.
في حين فشلت مجموعة كونتادورا في نهاية المطاف في وضع صيغة سلام ذات مصداقية بدعم من جميع الحكومات الإقليمية، فقد وضعت الأسس لمثل هذه الخطة التي ستظهر في السنوات اللاحقة. تحت قيادة الرئيس الكوستاريكي أوسكار أرياس، انبثقت ما يسمى باتفاقية إسكويبولاس للسلام من بقايا كونتادورا في عام 1986 وأدت إلى إعادة تشكيل جوهرية لسياسة أمريكا الوسطى.